# 클라라 휴스
클라라 휴스(영어: Clara Hughes, 1972년 9월 27일~)는 캐나다의 여자 사이클 선수 겸 스피드 스케이팅 선수이다.

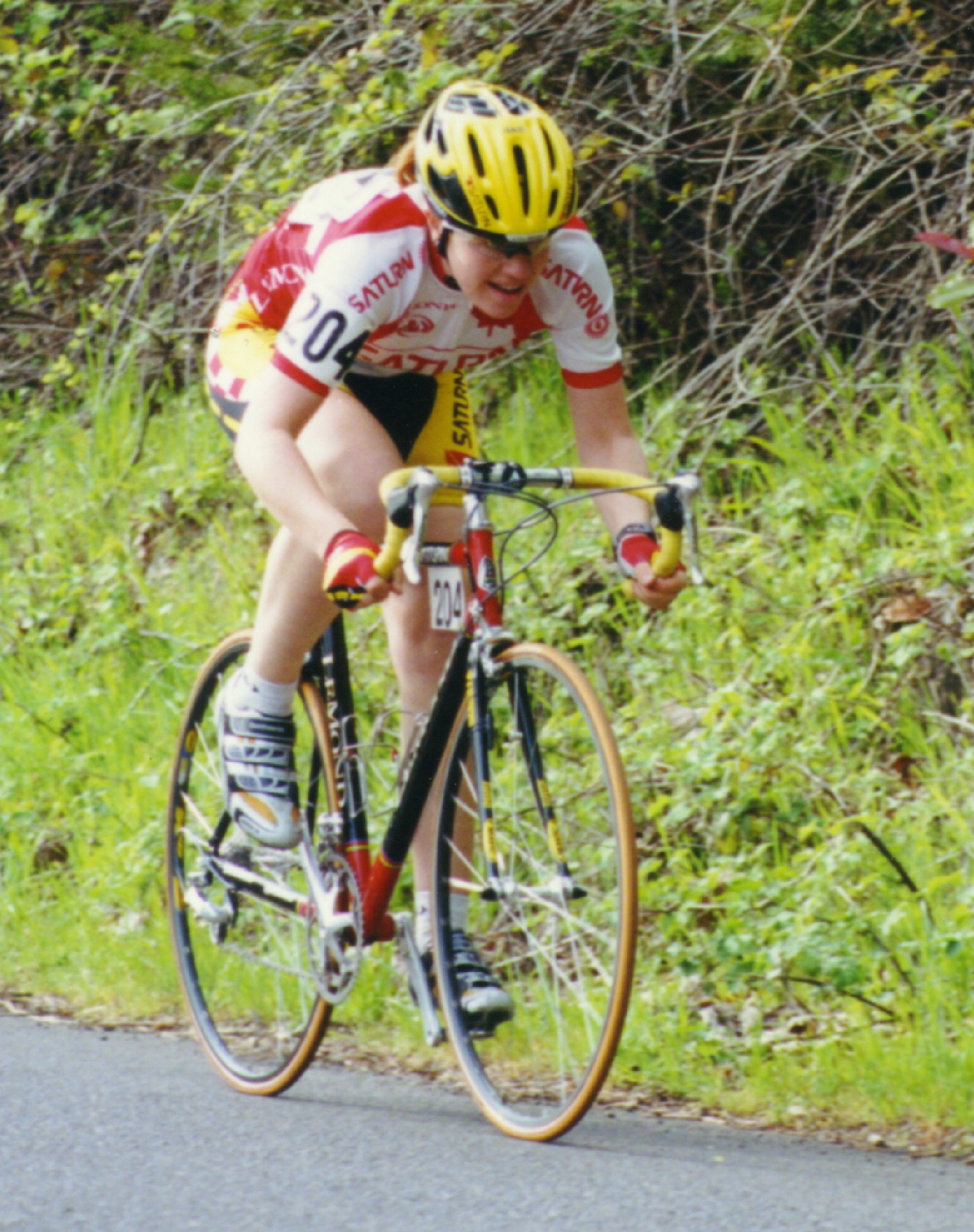
사이클을 타는 클라라 휴스(2000년)

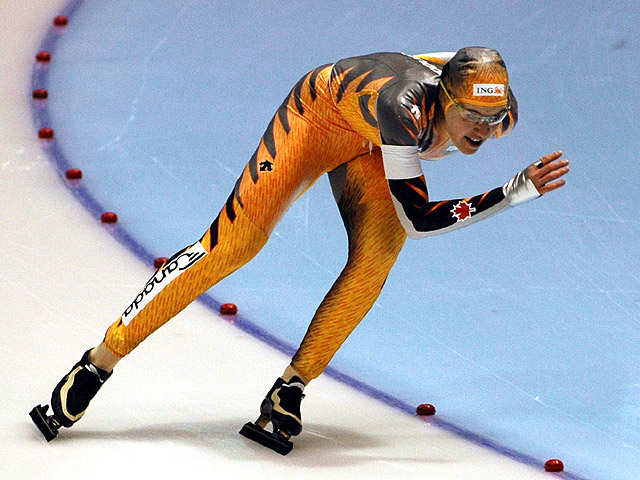
스케이트를 타는 클라라 휴스(2007년)

매니토바주 위니펙 출신이며, 스피드 스케이팅으로 선수생활을 시작했다. 여름철에 병행하던 사이클로도 1990년부터 선수로 활동하기 시작했다. 1996년 하계 올림픽에 출전, 도로 경주 부문과 타임 트라이얼 부문에서 동메달을 획득하였다. 2000년, 스피드 스케이팅 선수로 복귀, 장거리 전문 선수로 활약하여 2002년 동계 올림픽 5000m에서 동메달을 획득하여 역사상 네 번째로 하계와 동계 올림픽에서 모두 메달을 딴 선수로 기록되었다. 2006년 동계 올림픽 5000m에서 금메달, 단체 추발에서 은메달을 획득하였다. 휴스는 적지 않은 나이에도 적극적으로 활동하고 있어 큰 주목을 받고 있다. 2010년 고국에서 열리는 동계 올림픽 대회에 참가, 개회식에서 캐나다 선수단을 대표하여 국기를 들었으며, 경기에서는 5000m 종목에서 동메달을 획득하였다. 이로써 그는 동하계 올림픽을 합쳐 통산 6개의 메달을 얻었다.